# Espadon (broń)

Espadon

Espadon, hispadon – rodzaj dużego miecza dwuręcznego piechoty, używanego w XV i pierwszej połowie XVI wieku, głównie w formacjach piechoty szwajcarskiej i niemieckich lancknechtów oraz przez eskorty dowódców i chorągwi. 
Długość jego sięgała 180 centymetrów, w tym długość głowni do 150 centymetrów. Wyposażony był w duży jelec, w kształcie dwóch stosunkowo długich ramion, zwykle nachylonych lekko w kierunku głowni, często zdobionych. Długa rękojeść pozwalała na w miarę sprawne operowanie oburącz ciężkim mieczem o sporej bezwładności, przy wykorzystaniu zasady dźwigni. Poniżej rękojeści i jelca znajdował się krótki tępy odcinek głowni (często obciągnięty skórą), umożlwiający uchwyt dłonią. Odcinek ten (ricasso) od głowni właściwej oddzielały sporych rozmiarów wąsy, zapewniające dodatkową ochronę dla dłoni przed ciosami ześlizgującymi się po głowni.
Miecze tego typu noszono bez pochwy na ramieniu lub przewieszone przez plecy. Jego przeznaczeniem była walka z formacjami pikinierów i halabardników, wobec których inne bronie nie były skuteczne. Głównym sposobem walki były ukośne cięcia znad głowy.